# Austrocylindropuntia shaferi
Austrocylindropuntia shaferi es una especie de planta suculenta perteneciente al género Austrocylindropuntia, dentro de la familia Cactaceae. Se distribuye desde Bolivia hasta el noroeste de Argentina. 

## Descripción

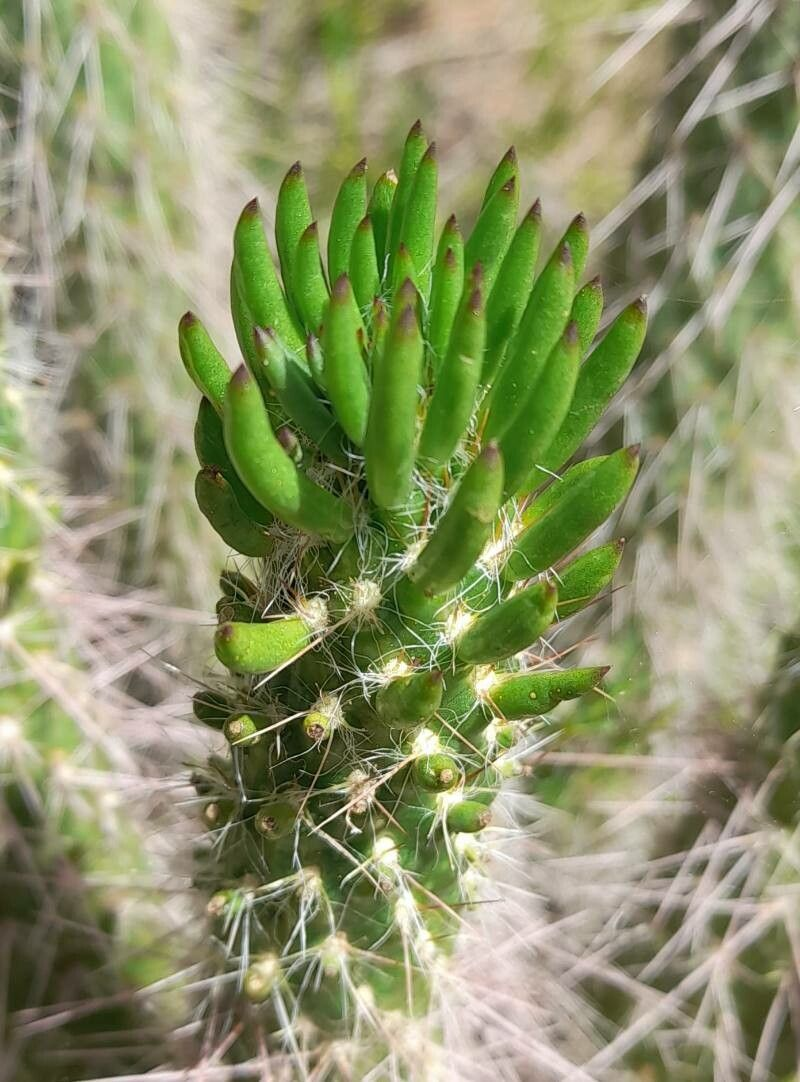
Tallo con hojas rudimentarias

Austrocylindropuntia shaferi es una especie de cactus pequeño que crece erguido, alcanzando alturas de hasta 30 cm o más. Los tallos están ligeramente divididos en secciones o segmentos que van de cilíndricos a ligeramente abombados. Son de color verde y cada uno puede llegar a medir hasta 15 cm de largo y 3 cm de diámetro.
Además los tallos presentan una serie de tubérculos sobre los que se sitúan areolas pequeñas y poco espaciadas, con 15 espinas extendidas en forma de agujas, no muy fuertes, que miden hasta 5 cm de largo. A veces se forman pelos o cerdas adicionales y tienen hojas rudimentarias de hasta 0,6 cm de largo.
Las flores son de color rojo intenso y miden hasta 3 cm de largo. El pericarpelo, en forma de pera, está cubierto de pelos y no tiene espinas. 

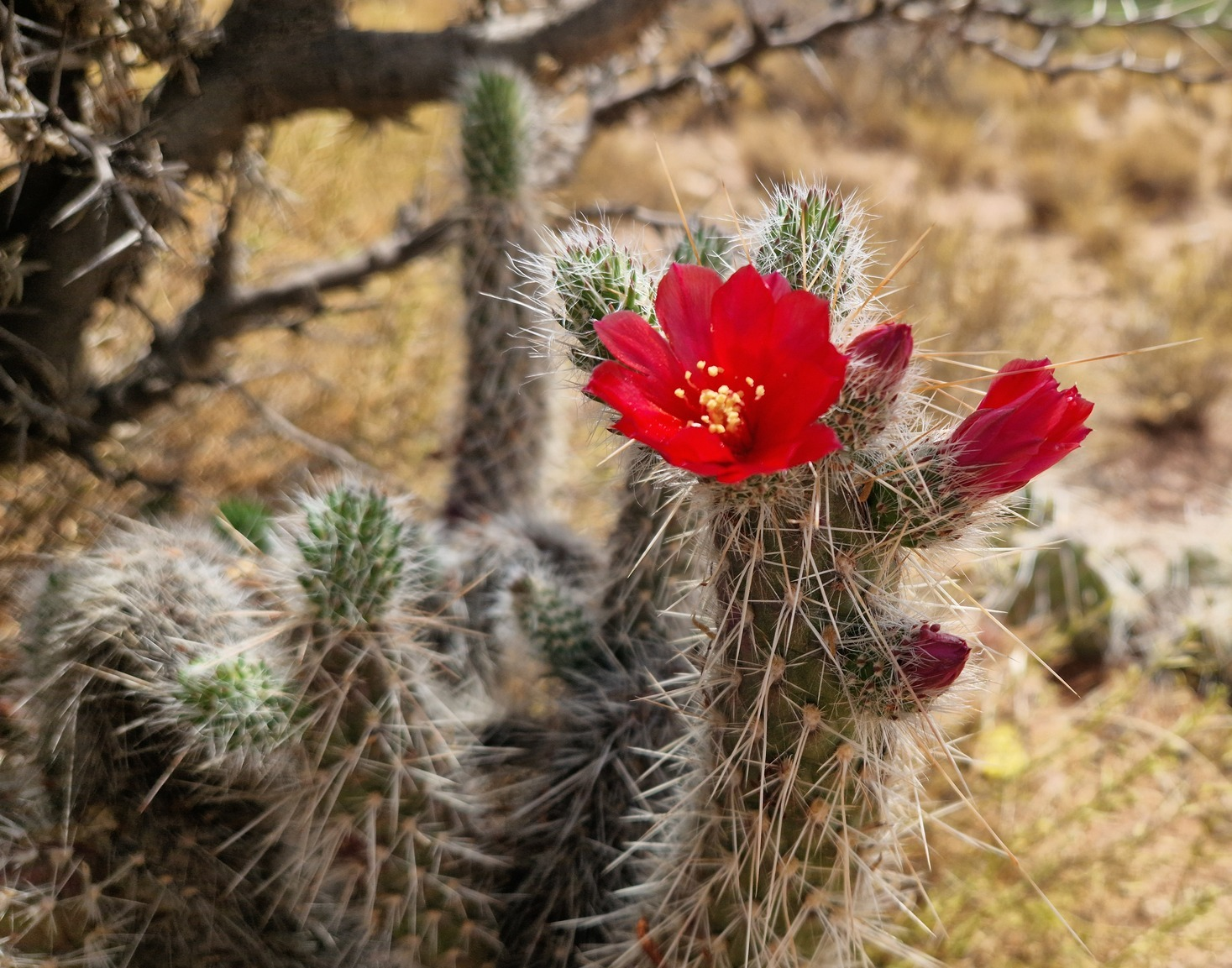
Planta en flor

Los frutos son esféricos, de color rojo brillante y están cubiertos de gloquidios (espinas irritantes) y pelos. Miden hasta 1,5 cm de largo.

## Distribución y hábitat
El área de distribución nativa de esta especie es desde Bolivia hasta el noroeste de Argentina y crece principalmente en biomas desérticos o de matorrales secos, a altitudes de 2500 a 3500 metros sobre el nivel del mar. Además, se introducido las Islas Canarias y Marruecos.

## Taxonomía
La primera descripción de esta especie fue como Opuntia shaferi, publicada en 1919 por los botánicos estadounidenses Nathaniel Lord Britton y Joseph Nelson Rose en el libro The Cactaceae; descriptions and illustrations of plants of the cactus family 1: 72.
Más tarde, el botánico alemán Curt Backeberg trasladó la especie al género Austrocylindropuntia, por lo que pasó a llamarse Austrocylindropuntia shaferi. Registró estos cambios en la revista Cactus and Succulent Journal 23: 14, publicada en 1951.
Etimología
- Austrocylindropuntia: nombre genérico que deriva de la palabra latina auster (que significa 'sur') y el género Cylindropuntia, con el que algunas especies del género tienen similitudes. Así, el nombre de Cylindropuntia deriva de la palabra griega kýlindros (que significa 'cilindro') y el género Opuntia, (con el que el género tiene similitudes), haciendo referencia a la forma cilíndrica de los tallos de las plantas.[5]
- shaferi: epíteto específico otorgado en honor al botánico estadounidense John Adolph Shafer (1863–1918).[6]

Sinonimia
- Austrocylindropuntia humahuacana (Backeb.) Backeb., 1951
- Austrocylindropuntia shaferi var. humahuacana (Backeb.) R.Kiesling, 1980
- Austrocylindropuntia steiniana Backeb, publicación de 1956, 1957
- Austrocylindropuntia vestita var. shaferi (Britton & Rose) F.Ritter, 1980
- Austrocylindropuntia weingartiana (Backeb.) Backeb., 1951
- Cylindropuntia humahuacana Backeb., 1936
- Cylindropuntia shaferi (Britton & Rose) Backeb, 1936
- Cylindropuntia weingartiana (Backeb.) Backeb., 1936
- Opuntia humahuacana (Backeb.) G.D.Rowley, 1958
- Opuntia ignescens var. steiniana (Backeb.) G.D.Rowley, 1958
- Opuntia shaferi Britton & Rose, 1919 (basónimo)
- Opuntia shaferi var. humahuacana (Backeb.) G.D.Rowley, 1982
- Opuntia steiniana (Backeb.) G.D.Rowley, 1958
- Opuntia weingartiana Backeb., 1935
- Trichopuntia shaferi (Britton & Rose) Guiggi, 2011
- Trichopuntia shaferi subsp. humahuacana (Backeb.) Guiggi, 2011

## Estado de conservación
En la Lista Roja de Especies Amenazadas de la UICN, la especie está clasificada como de "Preocupación Menor (LC)".

## Usos
Se cultiva principalmente como planta ornamental y su propagación se realiza normalmente a través de esquejes o semillas.

## Galería

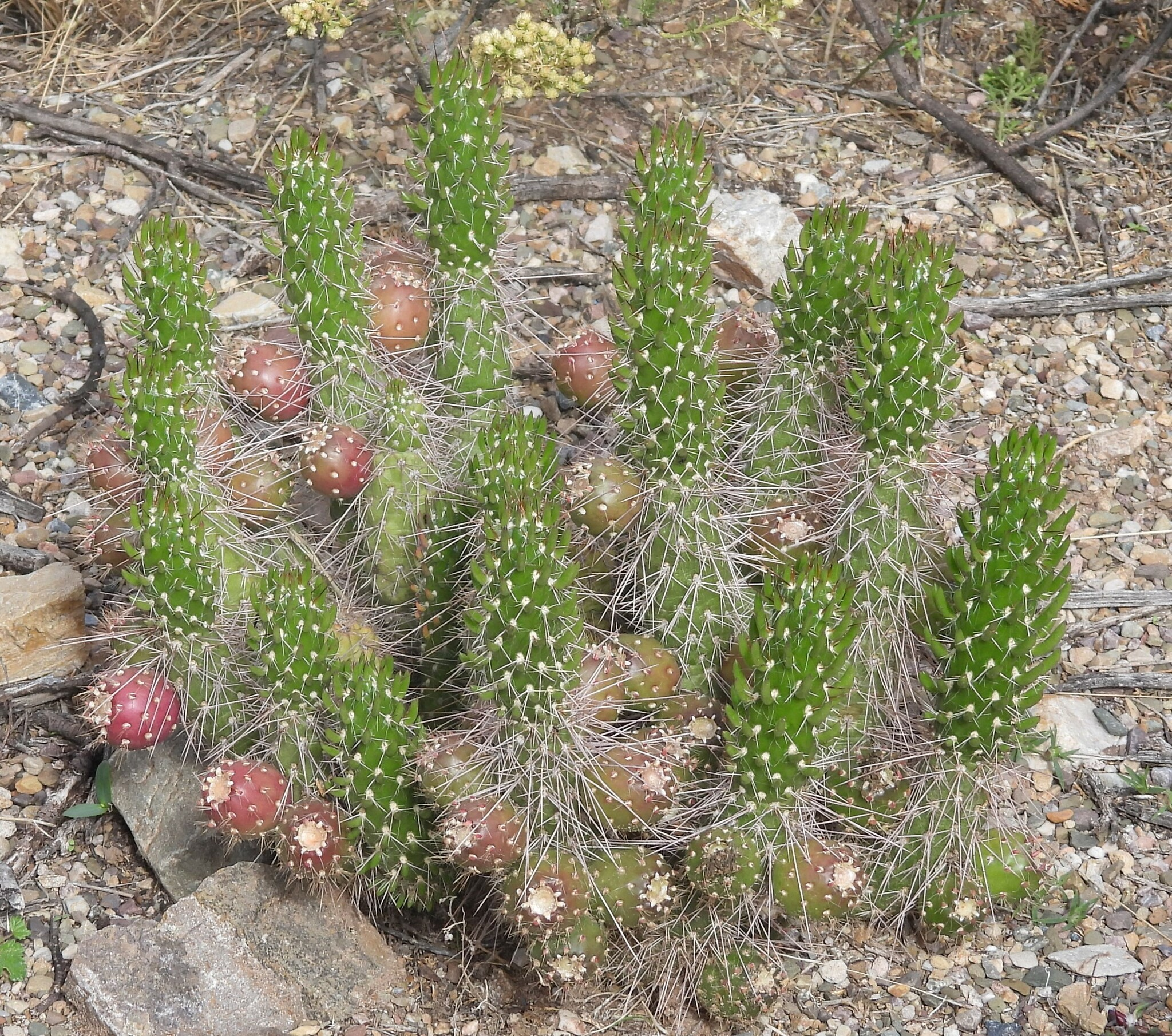
Planta con frutos
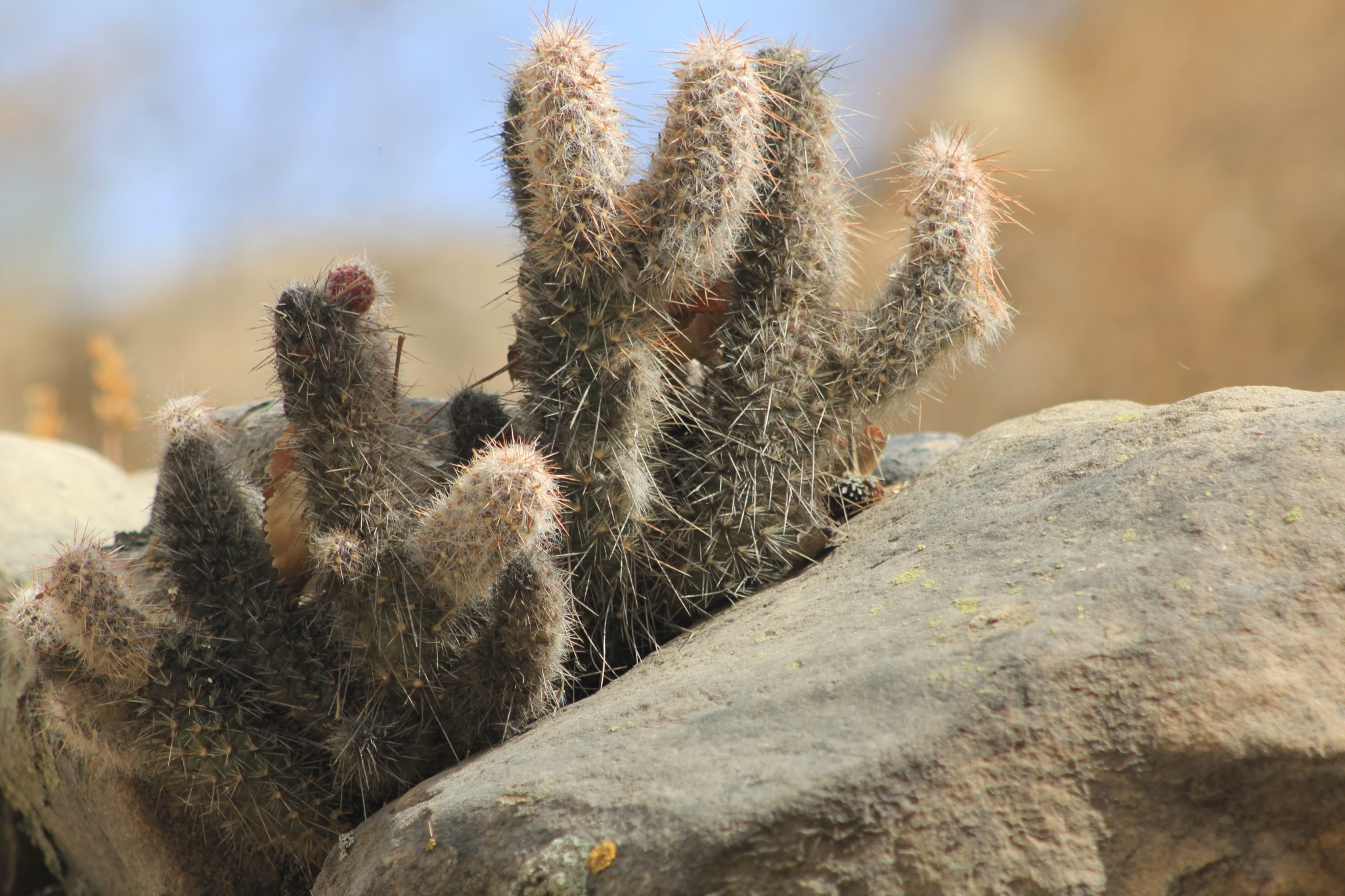
Planta creciendo entre rocas
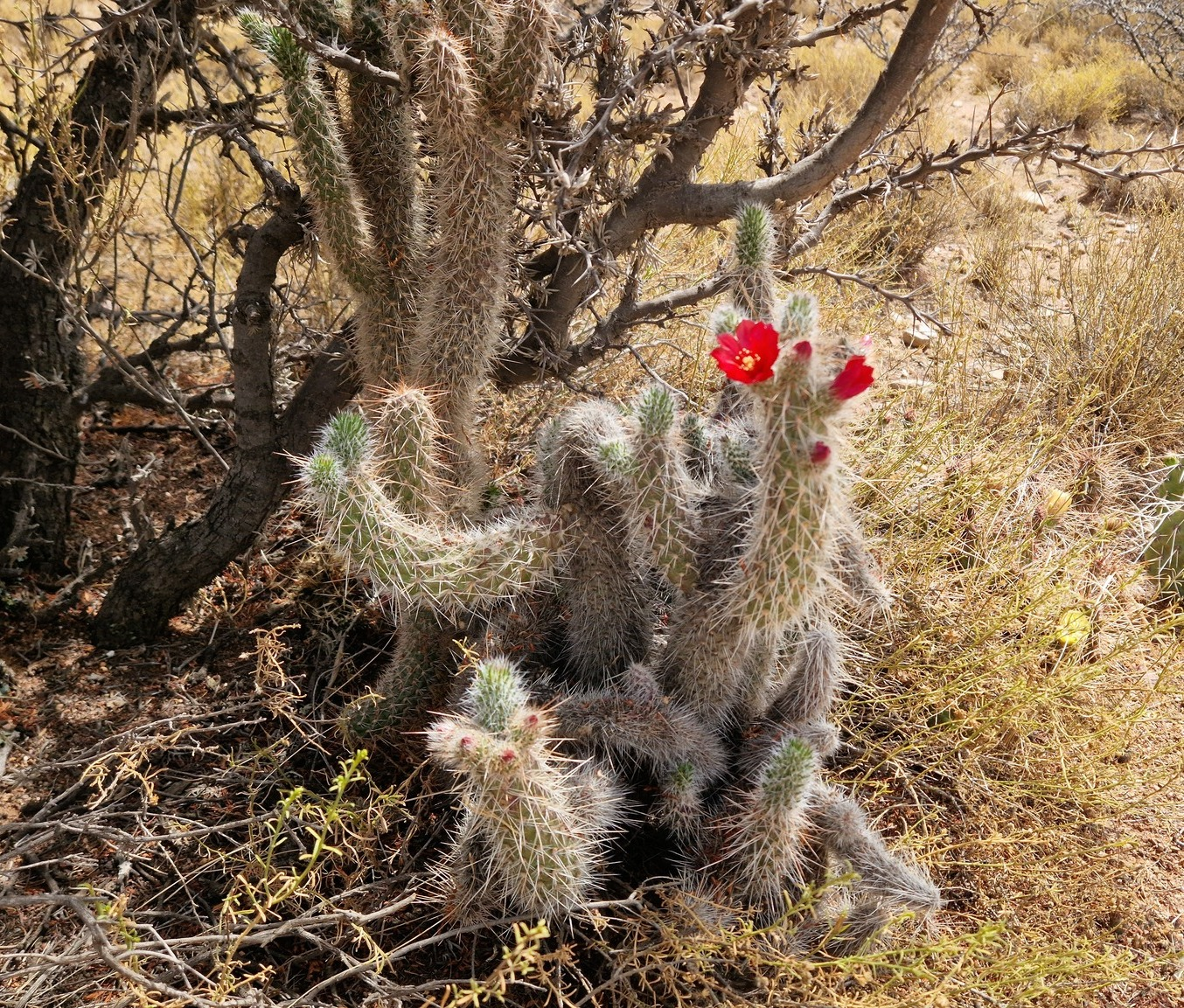
Planta en flor
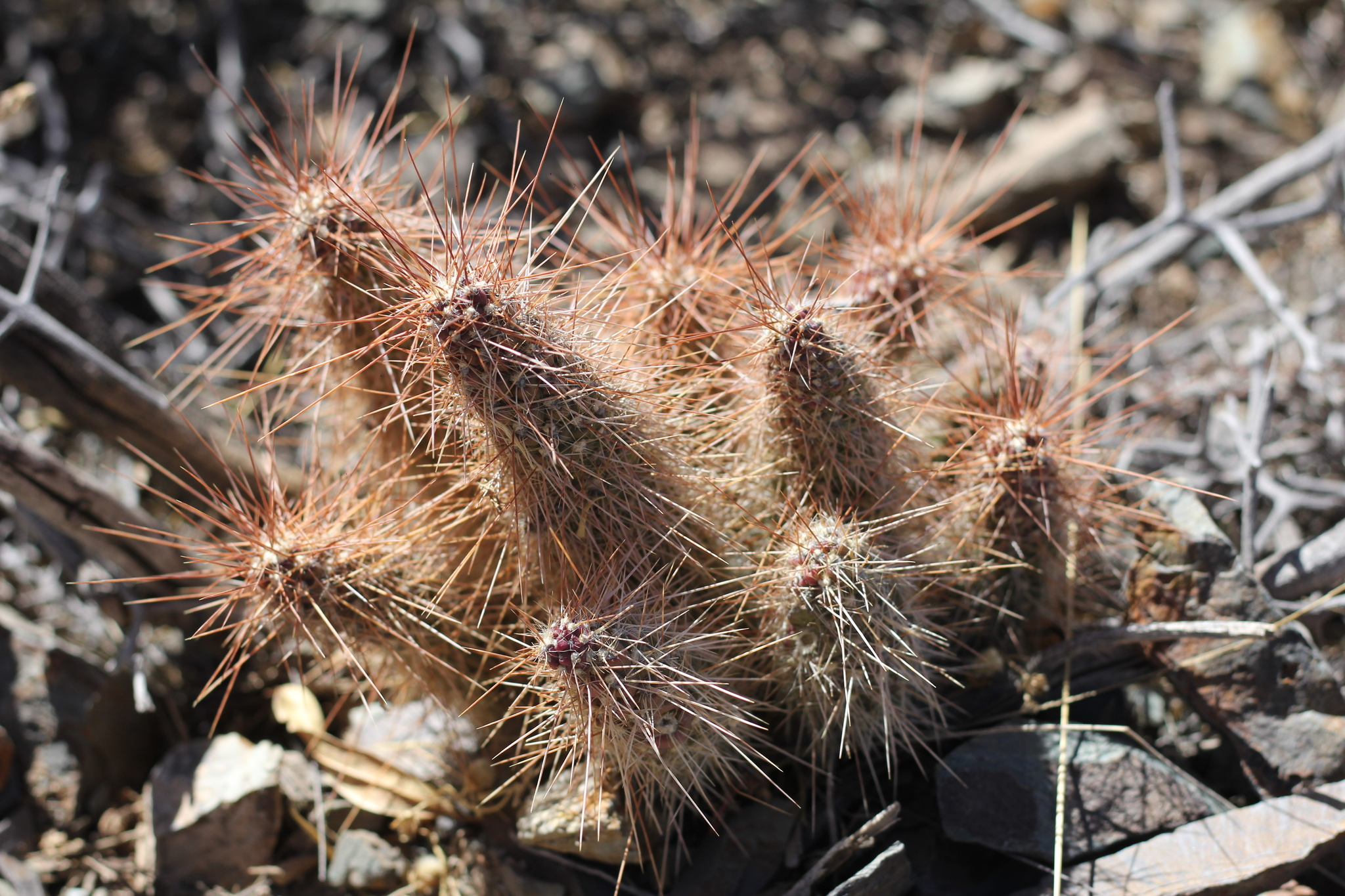
Porte de la planta
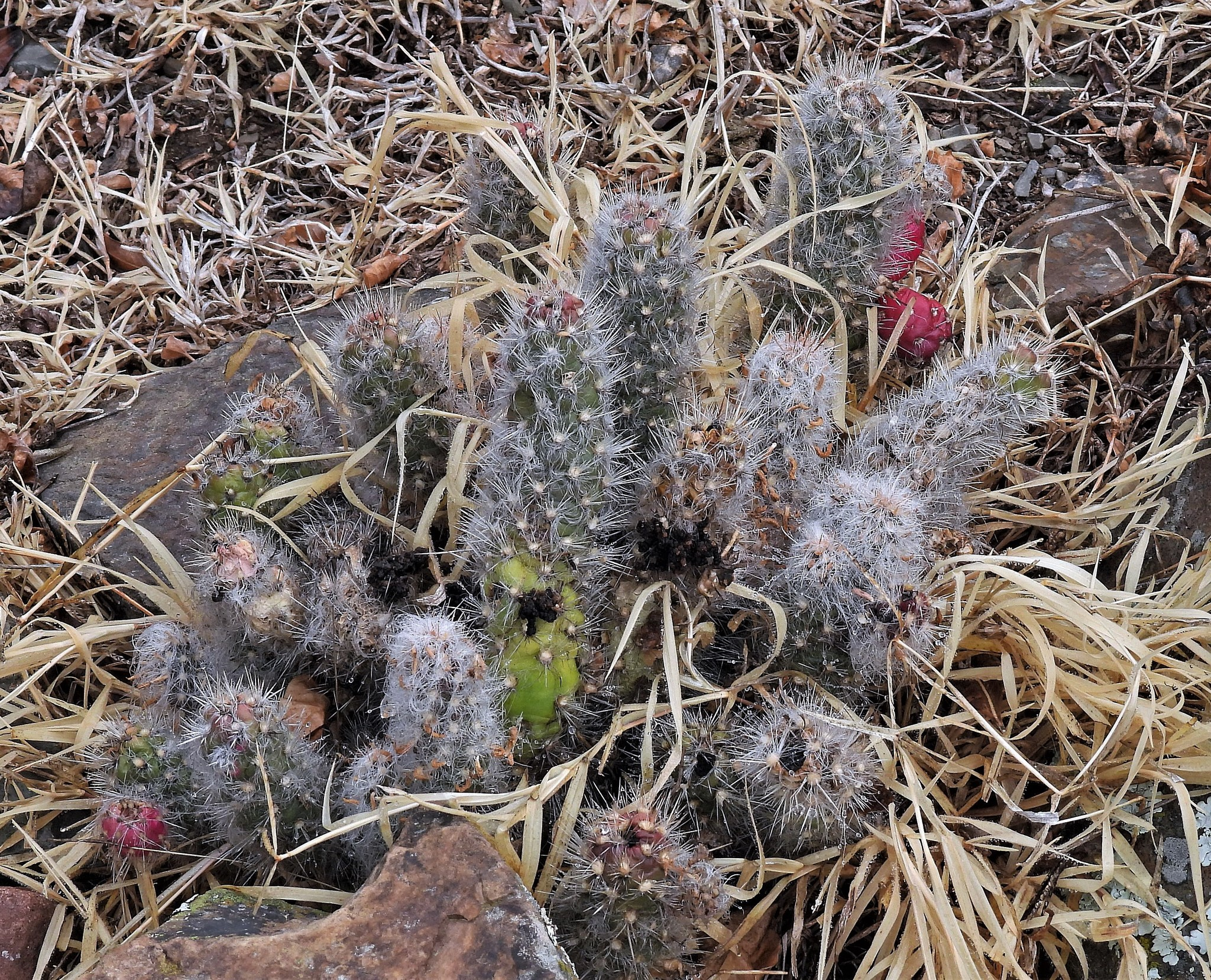
Planta en su hábitat